# 229 v.Chr.
Het jaar 229 v.Chr. is een jaartal volgens de christelijke jaartelling. 

## Gebeurtenissen

### Griekenland
- Cleomenes III van Sparta begint een veldtocht op de Peloponnesos tegen de Achaeïsche Bond.
- Antigonus III Doson (229 - 221 v.Chr.) wordt koning van Macedonië en regent over de 9-jarige Philippus V.
- Illyrische piraten bezetten in de Adriatische Zee, de eilanden Korfoe en Vis. Een Romeins expeditieleger landt bij Apollonia.
- De Romeinen veroveren Durrës en verdrijven de Illyriërs van de Dalmatische Eilanden, koningin Teuta vlucht naar de vestingstad Risan.

### Carthago
- Hamilcar Barkas verdrinkt tijdens de terugtocht na een mislukte aanval op de stad Elche de la Sierra.
- Hasdrubal volgt zijn schoonvader Hamilcar Barkas op, hij weet door diplomatie de Carthaagse heerschappij in Spanje verder uit te breiden.

### Europa
- Koning Andragius (229 - 223 v.Chr.) volgt zijn broer Edadus op als heerser van Brittannië.

## Geboren
- Lucius Aemilius Paulus Macedonicus (~229 v.Chr. - ~160 v.Chr.), Romeins consul en veldheer

## Overleden
- Hamilcar Barkas (~285 v.Chr. - ~229 v.Chr.), Carthaags veldheer en vader van Hannibal Barkas
- Demetrius II van Macedonië (56)